# Calcário
O calcário (carbonato de cálcio, CaCO
3
) é um tipo de rocha sedimentar carbonática que é a principal fonte do material cal. É composto principalmente pelos minerais calcita e aragonita, que são diferentes formas cristalinas de CaCO
3
. O calcário se forma quando esses minerais precipitam da água contendo cálcio dissolvido. Isso pode ocorrer por meio de processos biológicos e não biológicos, embora processos biológicos, como o acúmulo de corais e conchas no mar, tenham sido mais importantes nos últimos 540 milhões de anos. O calcário geralmente contém fósseis que fornecem aos cientistas informações sobre ambientes antigos e sobre a evolução da vida.
Cerca de 20% a 25% das rochas sedimentares são rochas carbonáticas, e a maior parte é calcário. A rocha carbonática remanescente é principalmente dolomito, uma rocha intimamente relacionada, que contém uma alta porcentagem do mineral dolomita, CaMg(CO
3)
2
. Calcário magnesiano é um termo obsoleto e mal definido usado de forma variada para dolomita, para calcário contendo dolomita significativa (calcário dolomítico) ou para qualquer outro calcário contendo uma porcentagem significativa de magnésio. A maior parte do calcário foi formada em ambientes marinhos rasos, como plataformas continentais, embora quantidades menores tenham sido formadas em muitos outros ambientes. Grande parte da dolomita é secundária, formada pela alteração química do calcário. O calcário é exposto em grandes regiões da superfície da Terra e, como o calcário é ligeiramente solúvel na água da chuva, essas exposições geralmente são erodidas para se tornarem paisagens cársticas. A maioria dos sistemas de cavernas são encontrados em rochas calcárias.
O calcário tem vários usos: como matéria-prima química para a produção de cal usada para cimento (um componente essencial do concreto), como agregado para a base de estradas, como pigmento branco ou enchimento em produtos como pasta de dente ou tintas, como condicionador de solo, e como uma adição decorativa popular para jardins de pedra. As formações calcárias contêm cerca de 30% dos reservatórios de petróleo do mundo.

## Paisagem de calcário

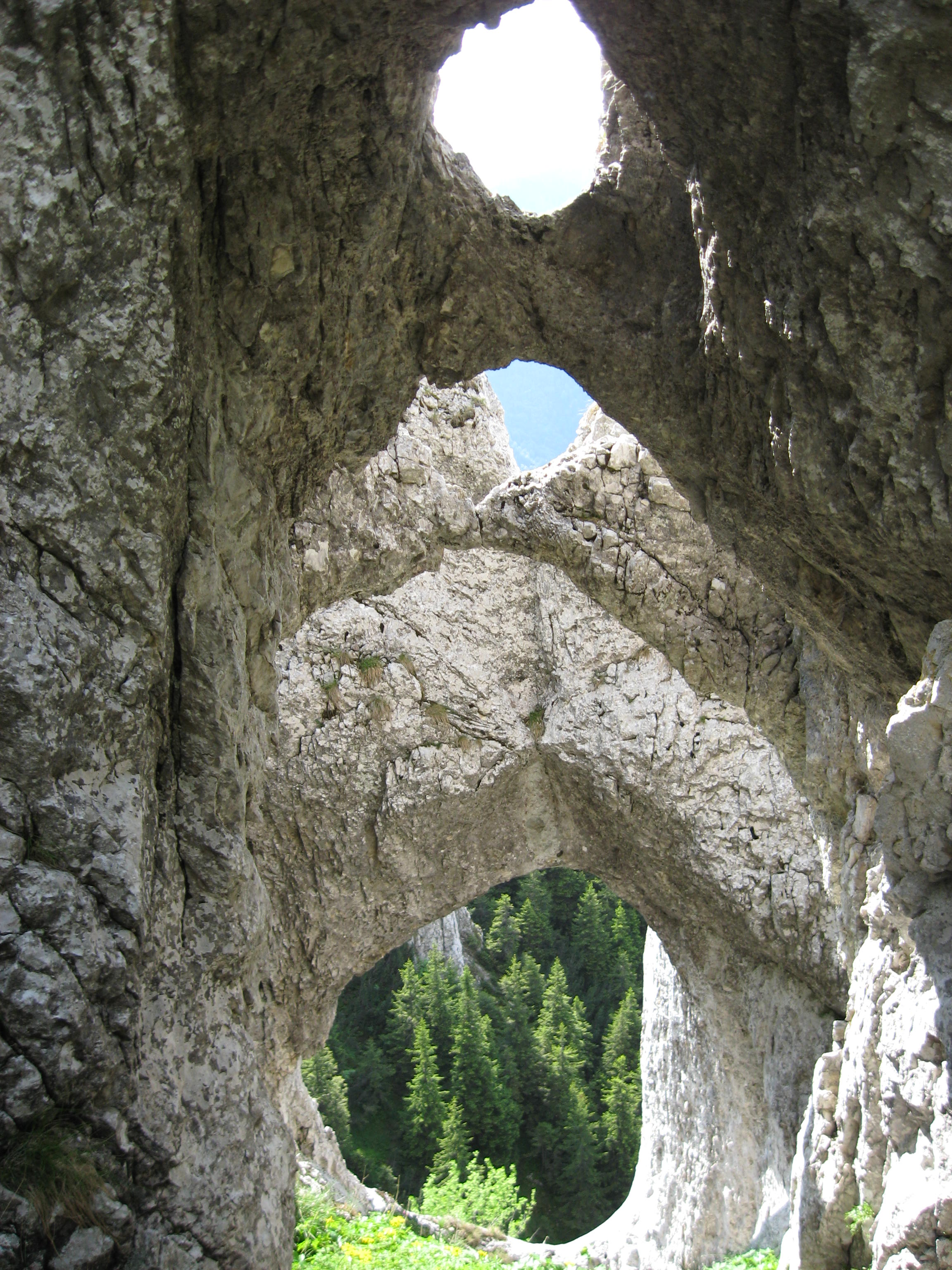
Nas formações Zaplaz nas montanhas Piatra Craiului, Romênia

O calcário é parcialmente solúvel, especialmente em ácido e, portanto, forma muitas formas de relevo erosivas. Estes incluem pavimentos de calcário, buracos, cenotes, cavernas e desfiladeiros. Tais paisagens de erosão são conhecidas como carstes. O calcário é menos resistente à erosão do que a maioria das rochas ígneas, mas mais resistente do que a maioria das outras rochas sedimentares. É, portanto, geralmente associado a colinas e terras baixas, e ocorre em regiões com outras rochas sedimentares, tipicamente argilas.

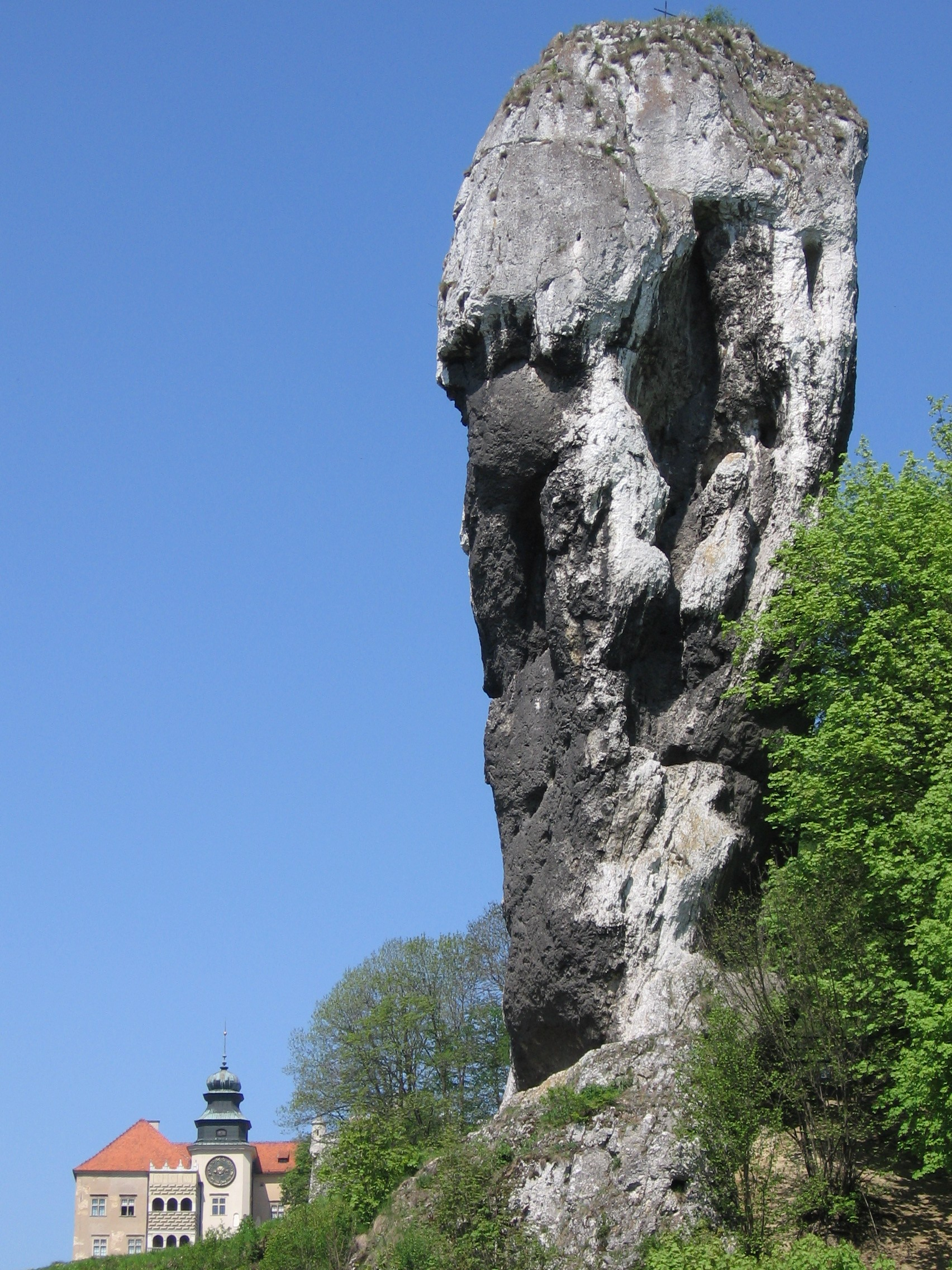
O Porrete de Hércules, uma rocha alta de calcário na Polônia (Castelo Pieskowa Skała ao fundo)

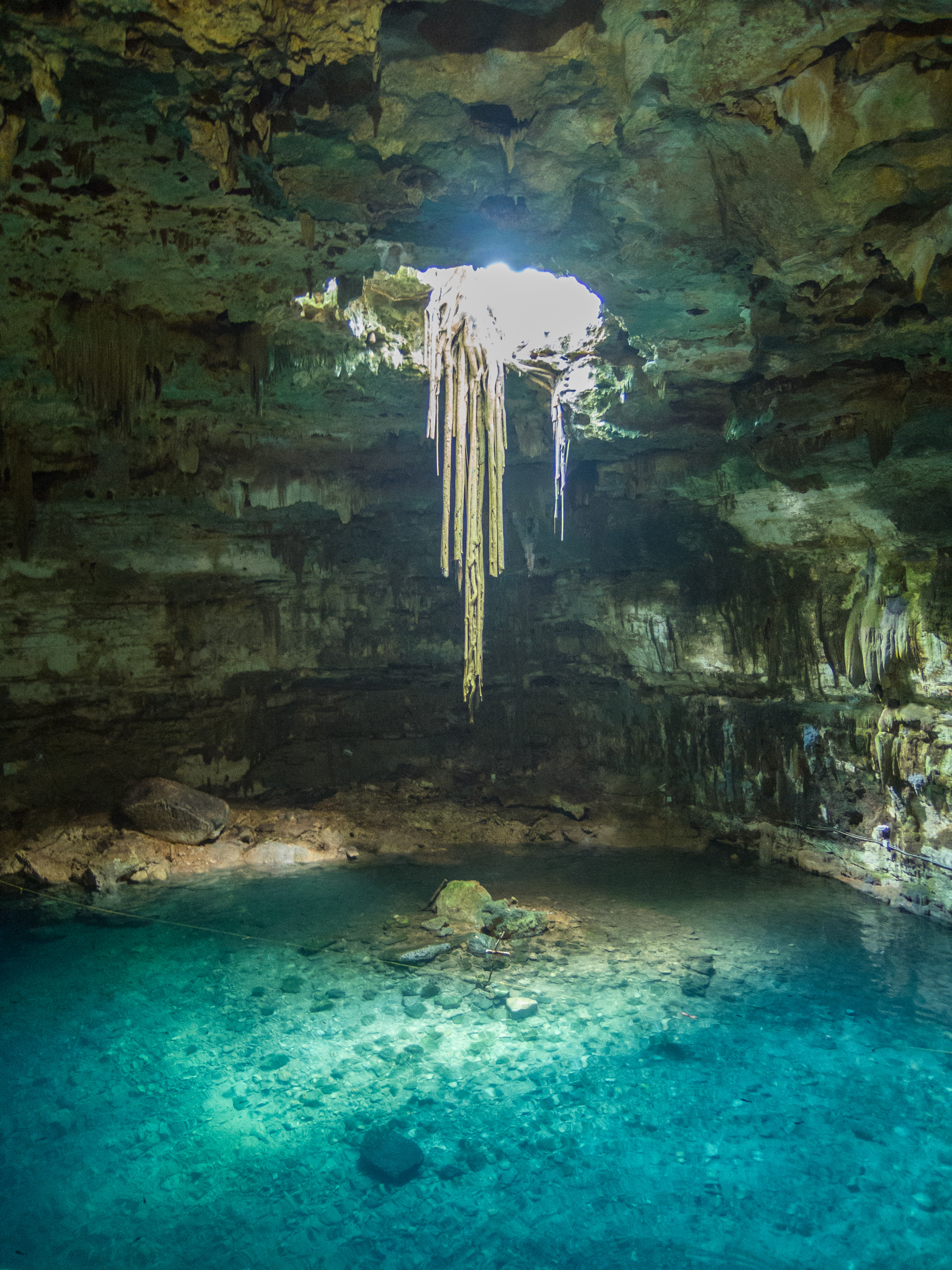
O cenote Samulá em Valladolid, Iucatã, México

As regiões cársticas sobrepostas ao leito rochoso calcário tendem a ter menos fontes visíveis acima do solo (lagoas e riachos), pois a água da superfície drena facilmente para baixo através das juntas no calcário. Ao drenar, a água e o ácido orgânico do solo lentamente (ao longo de milhares ou milhões de anos) aumentam essas rachaduras, dissolvendo o carbonato de cálcio e levando-o em solução. A maioria dos sistemas de cavernas são através de rocha calcária. O resfriamento das águas subterrâneas ou a mistura de diferentes águas subterrâneas também criará condições adequadas para a formação de cavernas.
Os calcários costeiros são frequentemente erodidos por organismos que perfuram a rocha por vários meios. Este processo é conhecido como bioerosão. É mais comum nos trópicos e é conhecido em todo o registro fóssil.
Faixas de calcário emergem da superfície da Terra em afloramentos rochosos e ilhas muitas vezes espetaculares. Exemplos incluem o Rochedo de Gibraltar, o Burren no Condado de Clare, Irlanda; Malham Cove em North Yorkshire e na Ilha de Wight, Inglaterra; o Great Orme no País de Gales; em Fårö perto da ilha sueca de Gotland, a escarpa do Niágara no Canadá/Estados Unidos; Pico Notch em Utah; o Parque Nacional da Baía de Ha Long no Vietnã; e as colinas ao redor do rio Lijiang e da cidade de Guilin na China.
As Florida Keys, ilhas ao largo da costa sul da Flórida, são compostas principalmente de calcário oolítico (as Lower Keys) e os esqueletos de carbonato de recifes de coral (as Upper Keys), que prosperaram na área durante os períodos interglaciais quando o nível do mar era mais alto do que atualmente.
Habitats únicos são encontrados em alvares, extensões extremamente planas de calcário com mantos de solo finos. A maior extensão desse tipo na Europa é a Stora Alvaret na ilha de Olândia, na Suécia. Outra área com grandes quantidades de calcário é a ilha de Gotlândia, na Suécia. Grandes pedreiras no noroeste da Europa, como as do Monte São Pedro (Bélgica/Holanda), se estendem por mais de cem quilômetros.